# Thaulow
Thaulow er en gammel dansk slægt.
Den føres tilbage til en Niels Bøgvad, som nævnes blandt grundejerne i Kolding på reformationstiden. Han blev stamfader til en anset efterslægt af samme navn. En sønnesøns sønnesøn, borgemester i Kolding Søren Andersen Bøgvad (død 1646), blev fader til Henrik Sørensen (død 1632), der virkede som sognepræst i Taulov, efter hvilket sted slægtsnavnet optogs. Hans søn, sognepræst i Ringkøbing, provest Bertil Henriksen Thaulow (død 1664), var fader til regeringsråd i
Hildesheim Johan Thaulow (1654-1732), til den norske linjes stamfader, sorenskriver og auktionsdirektør Henrik Bertilsen Thaulow (død 1717) og til borgemester i Varde Jens Bertilsen Thaulow (1658-1733), hvis linje er uddød.
Regeringsrådens ældre søn blev stamfader til en i Østerrig levende linje, Taulow von Rosenthal. Fra en yngre søn stammer den nulevende danske slægt, hvortil hørte kontorchef i admiralitetet Jens Poulsen Thaulow (1767-1822). Dennes sønnesøn, oberstløjtnant Sophus Leopold Thaulow (1838-1922), blev fader til professor ved den polytekniske læreanstalt Erland Thaulow og til kaptajn i Livgarden, kammerjunker Thorkil Thaulow (1882-1961), der blandt andet har udgivet slægtens historie
og Lillie-Juulernes slægtbog, «Lillie-Juulernes Slægtebog» (1925) (se Juul under «Kilder»). Han var gift med Elise Sehestedt Juul af Ravnholt (1890-1971).
Den ovennævnte sorenskrivers søn, generalvejmester i Norge Hans Henrik Thaulow (1692-1757), var farfader til amtsforvalter i Aabenraa Johan Frederik Thaulow (1768-1833), blandt hvis sønner her skal nævnes lægen Heinrich Arnold Thaulow, professor Moritz Christian Julius Thaulow, apoteker i Kristiania, Dr. phil. Harald Conrad Thaulow og professor i filosofi og pædagogik ved Universitetet i Kiel, Dr. phil. Gustav Ferdinand Thaulow, hvis vrksomhed som samler, blandt andet af træskærerarbejder, gav stødet til oprettelsen af det smukke Thaulow-Museum i Kiel. Den anden af disse brødre var fader til Sanitetsgeneral Johan Fredrik Thaulow, apotekeren til Maleren Johan Fredrik Thaulow.
Byfoged i Assens Gilbert Lauri Thaulow (1775-1850), yngre Broder til den nævnte Amtsforvalter, havde en uægte søn, skrædermester i Bjergsted Anders Jensen (1801-51), der kaldte sig Thaulow, og fra hvem en stadig blomstrende Linje nedstammer. Generalvejmesterens datter, Anne Thaulow, blev i sit ægteskab med lagmand, kanceliråd Andreas Hansen moder til rationalisten, provst over Gudbrandsdalen Hans Henrik Thaulow, stamfaderen til en talrig kognatisk linje.
Til en anden slægt hørte professor ethices et eloqventiæ ved Odense Gymnasium Jørgen Bertilsen Taulov (1606–80). Hans mandlige afkom uddøde allerede med en sønnesøn, rektor i Middelfart, senere sognepræst i Rørbæk og Grynderup Bertil Thaulow (1682-1738), der blev grebet af religiøst sværmeri og stillet for en provsteret, men døde under sagens behandling.